# Егорьевка (Свердловский район)
Егорьевка — деревня в Свердловском районе Орловской области России. Входит в состав Красноармейского сельского поселения. Население — 110 чел. (2010).

## География
Находится у р. Неручь и двух её малых притоков. Уличная сеть представлена двумя объектами: ул. Почтовая и ул. Центральная.
Деревня находится менее чем в 5 км от административных границы Свердловского района с Малоархангельским, Глазуновским и Покровский районами.
Географическое положение
Расстояние до
районного центра посёлка городского типа Змиёвка: 17 км.
областного центра города Орла: 56 км.
Ближайшие населённые пункты
Экономичено 2 км, Хорошевский 2 км, Сандровка 3 км, Никитовка 3 км, Миловка 4 км, Золотой Рог 5 км, Березовка 5 км, Алексеевка 5 км, Куракинский 5 км, Поздеево 5 км, Голятиха 6 км, Панская 6 км, Алексеевка 6 км, Богородицкое 6 км, Емельяновка 6 км, Петровка 7 км, Верхняя Сергеевка 7 км, Дубки 8 км, Борисовка 8 км, Степановка 8 км, Ясная Поляна 8 км

## Население
| 2002 | 2010 |
| ---- | ---- |
| 104  | ↗110 |

## Инфраструктура
отделение почтовой связи деревни Егорьевка (Почтовая ул, 5).

## Транспорт
Поселковые (сельские) дороги.